# Kanada az 1924. évi téli olimpiai játékokon
Kanada a franciaországi Chamonix-ban megrendezett 1924. évi téli olimpiai játékok egyik részt vevő nemzete volt. Az országot az olimpián 3 sportágban 12 sportoló képviselte, akik összesen 1 érmet szereztek.

## Érmesek
| Érem  | Versenyző | Sportág   | Versenyszám |
| ----- | --- | --------- | ----------- |
| Arany | Nemzeti válogatott Jack Cameron Ernie Collett Bert McCaffrey Harold McMunn Dunc Munro Beattie Ramsay Cyril Slater Hooley Smith Harry Watson | Jégkorong | Férfi       |

## Gyorskorcsolya
| Versenyző      | Versenyszám | Eredmény      | Helyezés      |
| -------------- | ----------- | ------------- | ------------- |
| Charlie Gorman | 500 m       | 45,4          | 7.            |
| Charlie Gorman | 1500 m      | 2:35,4        | 11.           |
| Charlie Gorman | 5000 m      | nem ért célba | nem ért célba |

| Versenyző      | Versenyszám | 500 m | 500 m | 5000 m        | 5000 m        | 1500 m | 1500 m | 10 000 m | 10 000 m | Összesítés | Összesítés     | Összesítés |
| Versenyző      | Versenyszám | Idő   | Hely  | Idő           | Hely          | Idő    | Hely   | Idő      | Hely     | Pontszám   | Idők pontszáma | Helyezés   |
| -------------- | ----------- | ----- | ----- | ------------- | ------------- | ------ | ------ | -------- | -------- | ---------- | -------------- | ---------- |
| Charlie Gorman | Összetett   | 45,4  | 5.    | nem ért célba | nem ért célba | 2:35,4 | 7.     | kiesett  | kiesett  | kiesett    | kiesett        | kiesett    |

## Jégkorong
| Kanadai férfi jégkorongcsapat-játékoskeret                                   | Kanadai férfi jégkorongcsapat-játékoskeret                    |
| ---------------------------------------------------------------------------- | ------------------------------------------------------------- |
| - Jack Cameron - Ernie Collett - Bert McCaffrey - Harold McMunn - Dunc Munro | - Beattie Ramsay - Cyril Slater - Hooley Smith - Harry Watson |

### Eredmények
Csoportkör
A csoport
| Csapat        | M | Gy | D | V | G+ | G– | Gk  | P |
| ------------- | - | -- | - | - | -- | -- | --- | - |
| Kanada        | 3 | 3  | 0 | 0 | 85 | 0  | +85 | 6 |
| Svédország    | 3 | 2  | 0 | 1 | 18 | 25 | –7  | 4 |
| Csehszlovákia | 3 | 1  | 0 | 2 | 14 | 41 | –27 | 2 |
| Svájc         | 3 | 0  | 0 | 3 | 2  | 53 | –51 | 0 |

| 1924. január 28. | Kanada (CAN) | 30 – 0 (8–0, 14–0, 8–0) | Csehszlovákia | Chamonix |

|  |  |  |  |  |
|  |  |  |  |  |
|  |  |  |  |  |
|  |  |  |  |  |

| 1924. január 29. | Kanada (CAN) | 22 – 0 (5–0, 7–0, 10–0) | Svédország | Chamonix |

|  |  |  |  |  |
|  |  |  |  |  |
|  |  |  |  |  |
|  |  |  |  |  |

| 1924. január 30. | Kanada (CAN) | 33 – 0 (8–0, 11–0, 14–0) | Svájc | Chamonix |

|  |  |  |  |  |
|  |  |  |  |  |
|  |  |  |  |  |
|  |  |  |  |  |

Négyes döntő
| 1924. február 1. | Kanada (CAN) | 19 – 2 (6–2, 6–0, 7–0) | Nagy-Britannia | Chamonix |

|  |  |  |  |  |
|  |  |  |  |  |
|  |  |  |  |  |
|  |  |  |  |  |

| 1924. február 2. | Kanada (CAN) | 6 – 1 (2–1, 3–0, 1–0) | Egyesült Államok | Chamonix |

|  |  |  |  |  |
|  |  |  |  |  |
|  |  |  |  |  |
|  |  |  |  |  |

Végeredmény
A táblázat tartalmazza
- az A csoportban lejátszott Kanada – Svédország 22–0-s,
- a B csoportban lejátszott Egyesült Államok – Nagy-Britannia 11–0-s eredményt is.

| Csapat           | M | Gy | D | V | G+ | G– | Gk  | P |
| ---------------- | - | -- | - | - | -- | -- | --- | - |
| Kanada           | 3 | 3  | 0 | 0 | 47 | 3  | +44 | 6 |
| Egyesült Államok | 3 | 2  | 0 | 1 | 32 | 6  | +26 | 4 |
| Nagy-Britannia   | 3 | 1  | 0 | 2 | 6  | 33 | –27 | 2 |
| Svédország       | 3 | 0  | 0 | 3 | 3  | 46 | –43 | 0 |

| Csapat | Helyezés |
| ------ | -------- |
| Kanada |          |

## Műkorcsolya
| Versenyző                   | Versenyszám  | Kötelező elemek   | Kötelező elemek | Kűr               | Kűr   | Összesítés                     | Összesítés                     | Összesítés                     | Összesítés                     | Összesítés                     | Összesítés                     | Összesítés                     | Összesítés        | Összesítés  | Összesítés | Összesítés |
| Versenyző                   | Versenyszám  | Kötelező elemek   | Kötelező elemek | Kűr               | Kűr   | Helyezési pontszámok bírónként | Helyezési pontszámok bírónként | Helyezési pontszámok bírónként | Helyezési pontszámok bírónként | Helyezési pontszámok bírónként | Helyezési pontszámok bírónként | Helyezési pontszámok bírónként | Több. hely. száma | Hely. össz. | Pont       | Helyezés   |
| Versenyző                   | Versenyszám  | Több. hely. száma | Hely.           | Több. hely. száma | Hely. | 1                              | 2                              | 3                              | 4                              | 5                              | 6                              | 7                              | Több. hely. száma | Hely. össz. | Pont       | Helyezés   |
| --------------------------- | ------------ | ----------------- | --------------- | ----------------- | ----- | ------------------------------ | ------------------------------ | ------------------------------ | ------------------------------ | ------------------------------ | ------------------------------ | ------------------------------ | ----------------- | ----------- | ---------- | ---------- |
| Melville Rogers             | Férfi egyéni | 6×7+              | 7.              | 5×8+              | 8.    | 6,0                            | 7,0                            | 8,0                            | 7,0                            | 6,0                            | 9,0                            | 8,0                            | 4×7+              | 51,0        | 1888,75    | 7.         |
| Cecil Smith                 | Női egyéni   | 4×5+              | 5.              | 4×5+              | 5.    | 5,0                            | 7,0                            | 5,0                            | 8,0                            | 6,0                            | 6,0                            | 7,0                            | 4×6+              | 44,0        | 1615,25    | 6.         |
| Cecil Smith Melville Rogers | Páros        |                   |                 |                   |       | 6,5                            | 8,0                            | 4,0                            | 5,0                            | 5,5                            | 7,0                            | 5,0                            | 4×6+              | 41,0        | 63,75      | 7.         |